# Suchá jehla
Suchá jehla (jehloryt) je grafická technika tisku z hloubky, která je blízká mědirytu, ale čáry nejsou ostře ohraničené a působí měkce. V mezinárodním značení má symbol C4.

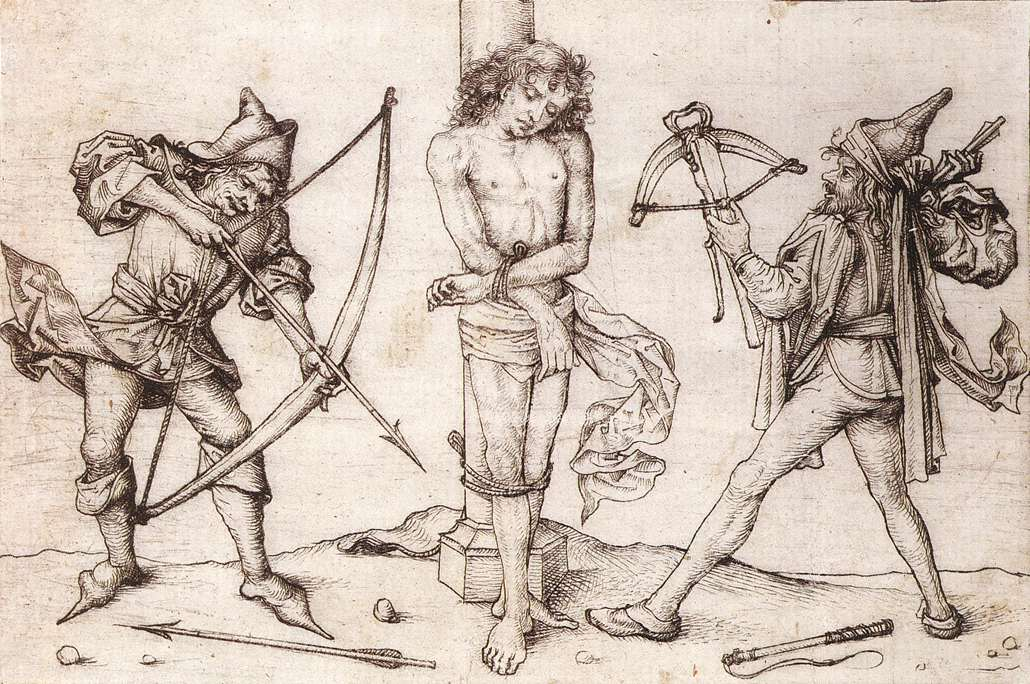
Mistr domácí knihy, Sv. Šebestián s lučištníky (1475-1480), suchá jehla

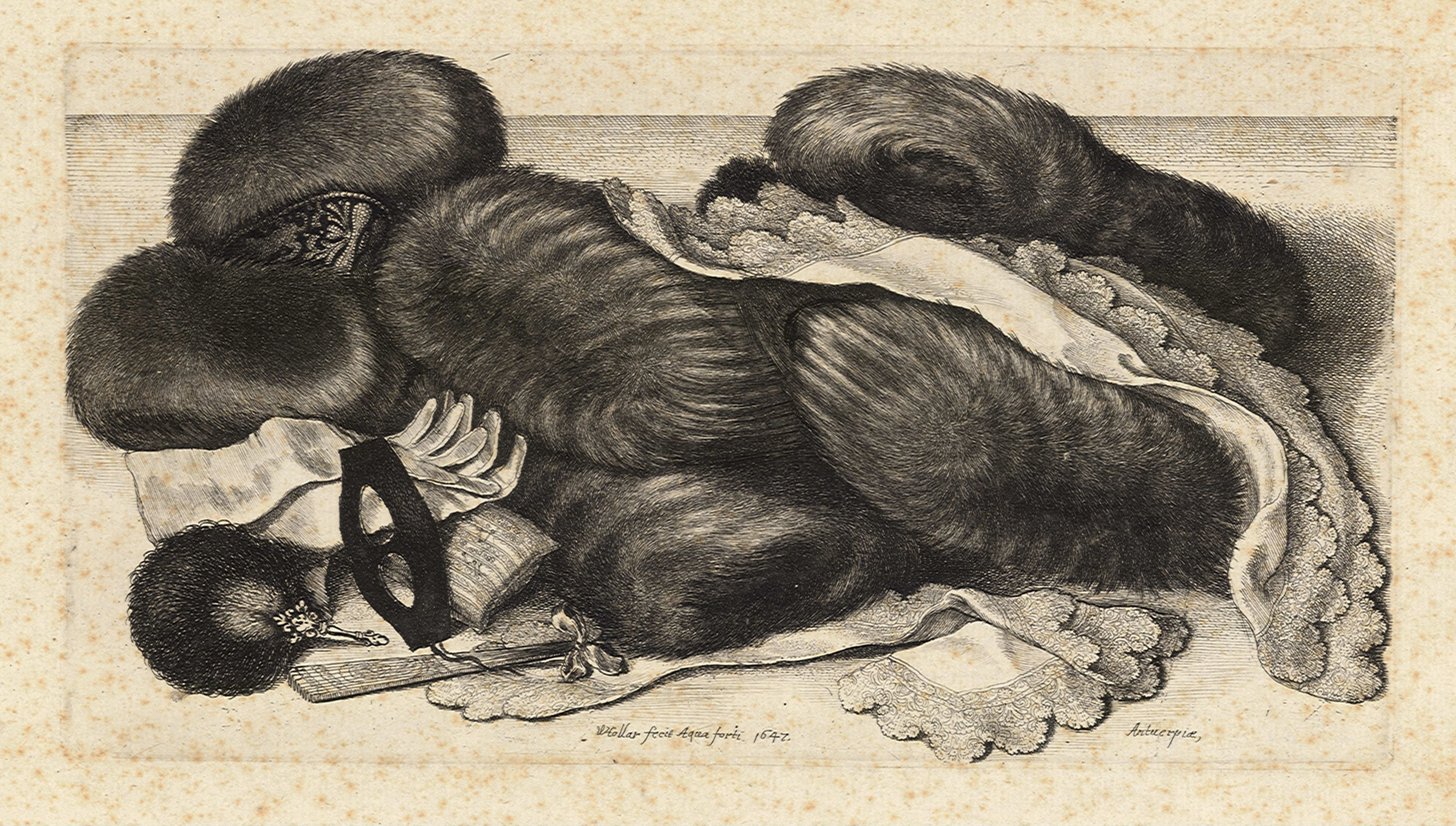
Václav Hollar, Zátiší s kožešinami (1647), lept a suchá jehla

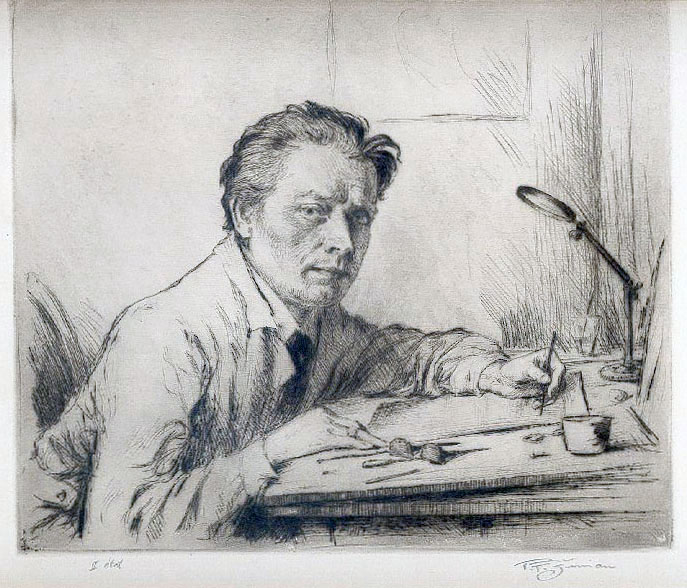
T. F. Šimon, Vlastní podobizna (1924), suchá jehla

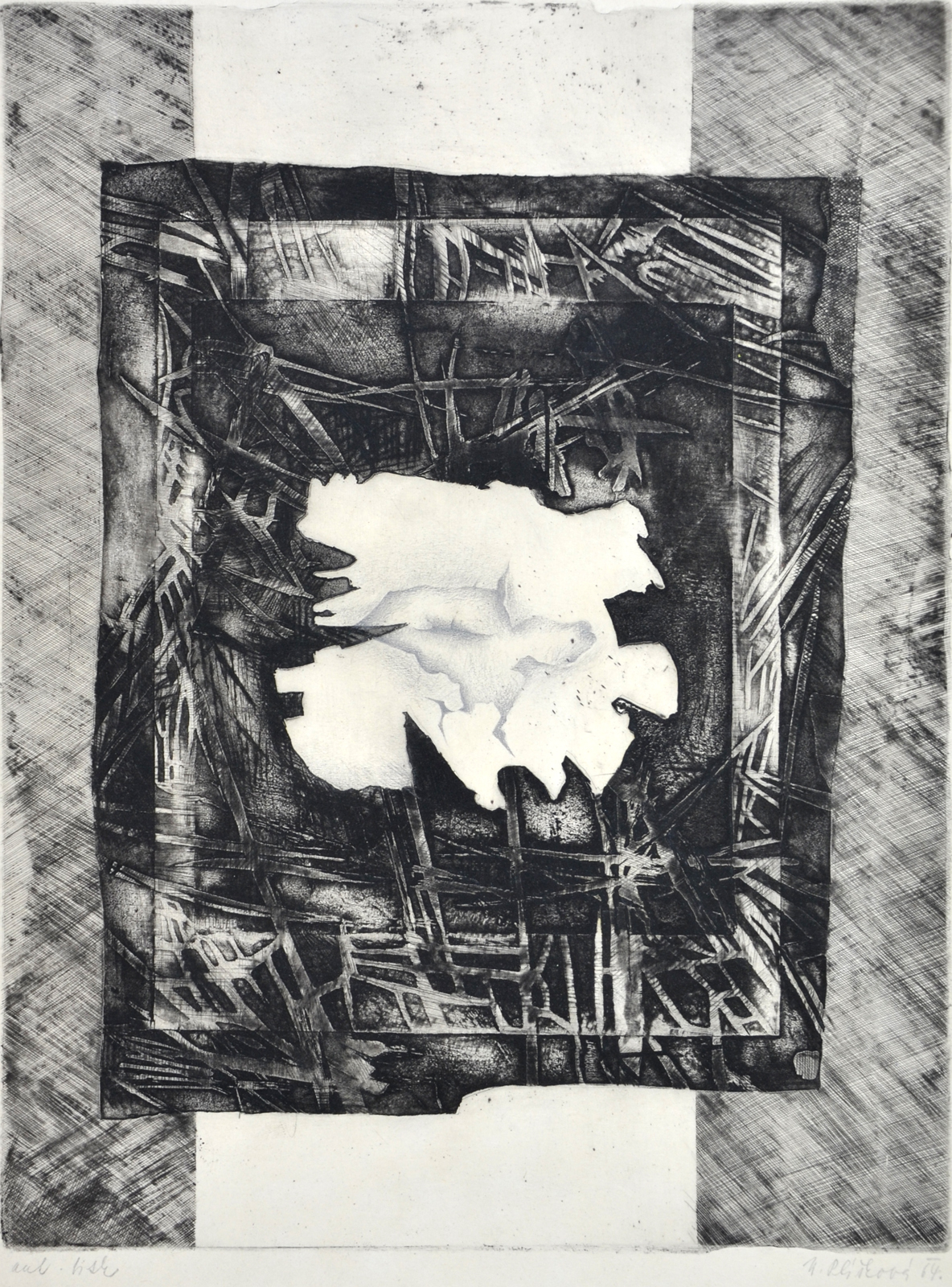
Naděžda Plíšková, Studie I (1964), suchá jehla

## Historie
Techniku suché jehly zavedl kolem roku 1480 anonymní jihoněmecký umělec označovaný jako Mistr domácí knihy (Hausbuchmeister, též Mistr Amsterdamského kabinetu), který v ní vytvořil celé své grafické dílo. Používal desky z měkkého cínu nebo slitiny cínu s olovem. Ty nedovolily větší počet otisků a proto jsou jeho grafické listy, většinou zachované pouze v jediném exempláři, mimořádně vzácné. Suchou jehlu několikrát použil i Albrecht Dürer a Rembrandt, ale obecně používanou grafickou technikou se stala až od 19. století. Často se kombinuje s jinými postupy, které jsou vhodnější pro různé partie grafického listu. Václav Hollar vytvořil většinu svých tiskových matric technikou leptu a mědirytu, ale pro znázornění měkkých kožešin užíval suchou jehlu.

## Postup
Pro suchou jehlu se užívají měděné desky o síle 0,6-2 mm. Je možné použít i zinek, dural, případně PVC, polykarbonát nebo plexisklo. Deska musí být předem zcela hladká, bez rýh a vyleštěná. K rytí se užívá ostrá jehla z tvrdého kovu broušená do úhlu 50-60 stupňů, o kruhovém nebo hranatém průřezu nebo diamantový hrot. Ryje se tlakem kolmo k desce a nevzniká tak kovová štěpina jako při užití rydla, ale kov se tlakem jehly pouze rozhrnuje do stran. Tento způsob rytí ztěžuje vedení přímek při souběžném šrafování a jehlou se obtížně vedou i křivky.  Zdvižený hřebínek kovu na okraji rýhy - grátek, se ponechává na desce. Pouze v místech, kde je vyrytá linie příliš silná a potřebuje zeslabit, se grátek odstraňuje tříhrannou škrabkou (šábrem). Během rytí desky se stopy jehly a vyrytý grátek dají kontrolovat hmatem nebo se kresba zatře směsí loje s olivovým olejem a sazemi. Ta nezasychá a není třeba ji průběžně vymývat.
Čára suché jehly začíná a končí ostře jako při mědirytu. Při vybarvení desky se tisková barva zadržuje více v okolí grátku než v samotné rýze a při tisku vznikají měkké rozpité linie nebo spojité závoje barvy v místech hustších čar. Grátek se však při tisku velmi rychle opotřebuje, linie postupně ztrácejí sametovou měkkost a snižuje se kontrast. Proto při této technice jsou nejcennější pouze první otisky. Životnost měděné desky lze prodloužit jejím galvanickým poocelením.
Suchá jehla je oblíbená pro relativní nenáročnost, protože dovoluje zachytit okamžitý nápad spontánně a bez přípravné kresby. Tisk provádí grafik sám, neboť je třeba dodržet směr stírání barvy napříč vyrytých čar a při vybírání světel. Konečný výsledek může grafik ovlivnit i retrusáží, která scelí jinak značně neklidné plochy. Deska nedovoluje velký počet kvalitních otisků - obvykle méně než 30.